# Sala da tè Babington's

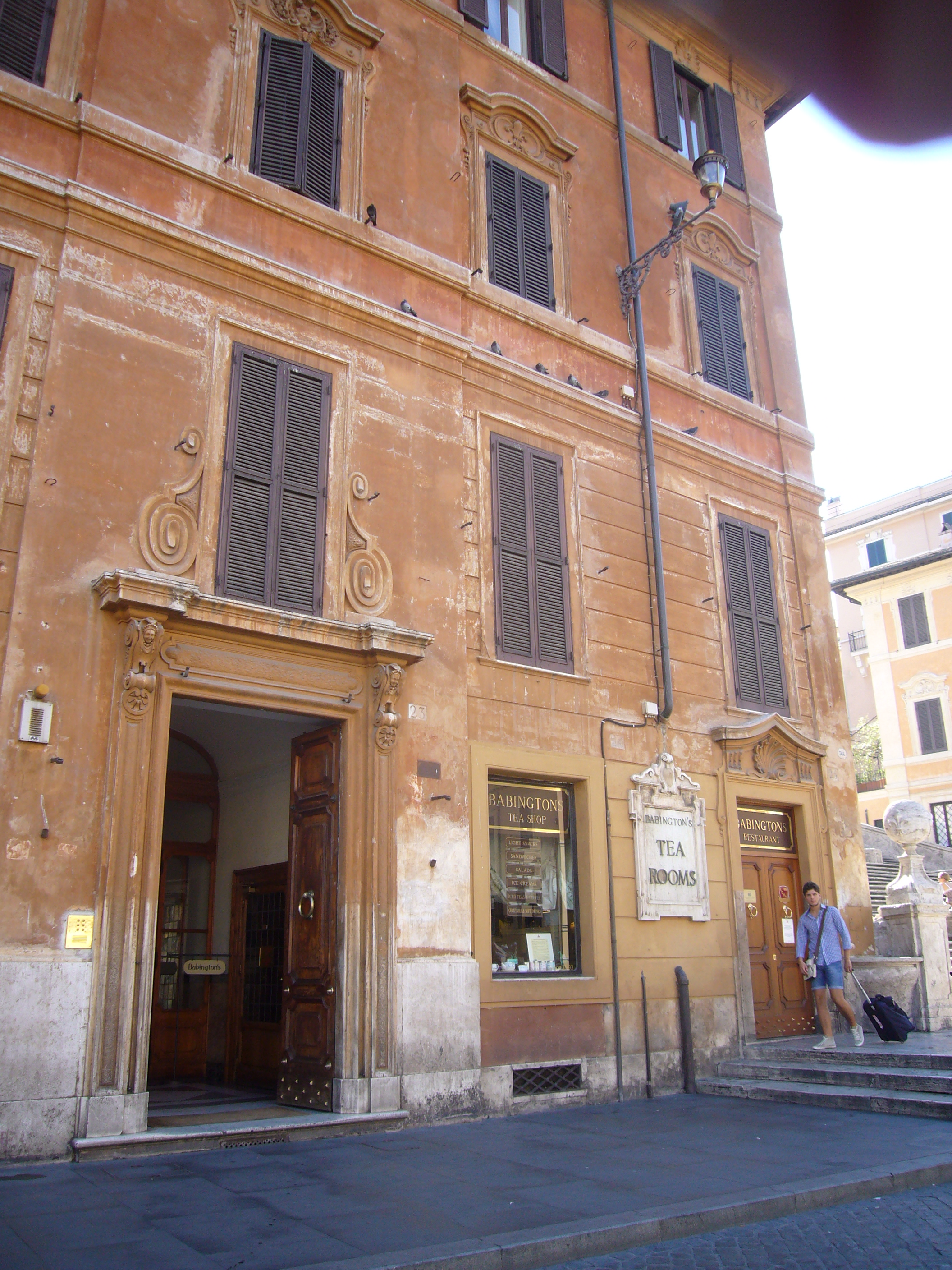
Babington's Tea Rooms

La sala da tè Babington's è sita in Piazza di Spagna 23 a Roma. Il Babington's Tea Rooms fa parte dei Locali storici d'Italia.

## Storia
Il locale venne fondato nel 1893 da Isabel Cargill e Anna Maria Babington (da cui prese il nome), due signorine inglesi di famiglia benestante, con l'obiettivo di aprire una sala da tè e da lettura per i tanti anglosassoni presenti nella capitale. All'epoca della fondazione di Babington's, il tè era venduto solamente in farmacia.
La Sala è tuttora gestita dai discendenti di Isabel Cargill.
Originariamente la Sala si trovava in Via Due Macelli (una traversa di Piazza di Spagna), ma l'inatteso successo costrinse le due giovani inglesi a spostarla nell'attuale sito di Piazza di Spagna, al pianterreno del palazzo del XVIII secolo.